# 크라토보

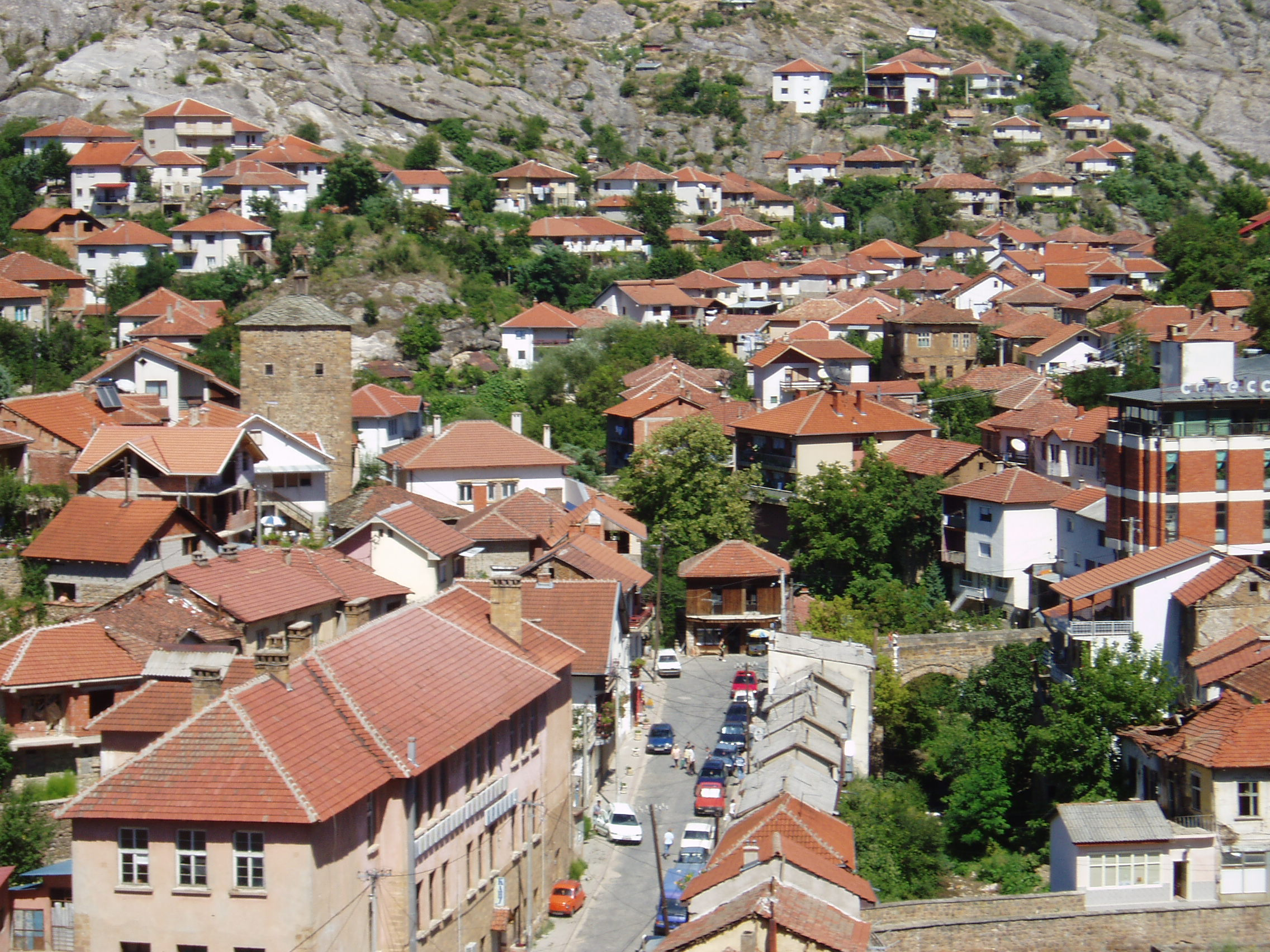
크라토보

크라토보(마케도니아어: Кратово)는 마케도니아 공화국 북동부에 위치한 도시로 면적은 375km2, 높이는 600m, 인구는 10,441명(2002년 기준)이다.

시기
시 문장

## 같이 보기
- 북마케도니아